# Avro 539
Die Avro 539 war ein einmotoriges, einsitziges Doppeldecker-Rennflugzeug des britischen Herstellers Avro. Sie wurde gebaut, um im Jahre 1919 an der Schneider-Trophy teilzunehmen.

## Geschichte
Der mit Doppelschwimmern ausgerüstete, einstielige Doppeldecker, angetrieben von einem 240 hp (243,33 PS)-Siddeley-Puma-Motor, startete am 29. August 1919 zum Erstflug. Nach den ersten Testflügen ergab sich Änderungsbedarf im Bereich der Leitwerke, nach diesen Modifikationen erhielt die Maschine die Bezeichnung 539A.
Am 19. September 1919 sollte die Schneider-Trophy in Bornemouth stattfinden; die 539A war als Reservemaschine der britischen Mannschaft vorgesehen. Die Veranstaltung musste aber wegen Nebels abgesagt werden, und so konnte bei dieser Gelegenheit das Potenzial des kleinen Flugzeugs nicht demonstriert werden.
So entschloss man sich bei Avro, die Maschine beim Aerial Derby in Hendon am 24. Juli 1920 einzusetzen. Bei dem dafür erforderlichen Umbau auf ein Landflugzeug wurden neben der Fahrwerksmontage auch das Seitenleitwerk modifiziert und eine stromlinienförmige Kopfstütze eingebaut. Während des Rennens traten Probleme mit der Kraftstoffzufuhr auf, eine Notlandung war die Folge. Danach erfolgte ein erneuter Umbau der Maschine, die danach die Bezeichnung Avro 539B erhielt. Es wurde ein 450 hp (456,24 PS)-Napier-Lion-Motor mit einer 10 ft (3,05 m)-Luftschraube eingebaut, einher ging eine Veränderung des Kühlsystems.
Der Napier-Motor hatte zwar annähernd die doppelte Leistung des vorher eingebauten Aggregats, brachte aber auch das doppelte Gewicht des Siddeley-Motors auf die Waage. Zur nun notwendigen Verlagerung des Schwerpunkts wurde die Flugzeugnase verkürzt, außerdem erfolgte eine Verstärkung des Rumpfes mit Sperrholz und der Einbau eines stärkeren Fahrwerks mit Gummistoßdämpfung. So ausgestattet rechnete man sich bei Avro einen Erfolg beim Aerial Derby 1921 aus. Am 13. Juli 1921, drei Tage vor dem Rennen, startete die 539B zu einem ersten Testflug. Das war der letzte Flug dieser glücklosen Maschine; bei der Landung setzte der Pilot die Maschine zu spät auf und geriet beim Ausrollen mit hoher Geschwindigkeit in vor dem Rollfeld liegende Eisenbahnschienen. Dabei wurde die einzige jemals hergestellte Avro 539 komplett zerstört.

## Technische Daten
| Kenngröße              | Daten |
| ---------------------- | --- |
| Besatzung              | 1 |
| Länge                  | 6,50 m |
| Höhe                   | 2,92 m (Version mit Siddeley-Puma-Motor) 2,59 m (Version mit Napier-Lion-Motor)                                                                          |
| Flügelspannweite oben  | 7,77 m |
| Flügelspannweite unten | 7,47 m |
| Flügelfläche           | 18,12 m² |
| Leermasse              | 757,5 kg (Schwimmerversion) |
| max. Startmasse        | 961 kg (Schwimmerversion) |
| Antrieb                | ein Siddeley-Puma-Motor mit einer Leistung von 243,33 PS (179,1 kW) (539, 539A) ein Napier-Lion-Motor mit einer Leistung von 456,24 PS (335,6 kW) (539B) |